# Gigantogryllacris rhodocnemis
Gigantogryllacris rhodocnemis är en insektsart som först beskrevs av Heinrich Hugo Karny 1929.  Gigantogryllacris rhodocnemis ingår i släktet Gigantogryllacris och familjen Gryllacrididae. Inga underarter finns listade i Catalogue of Life.